# Dobytek

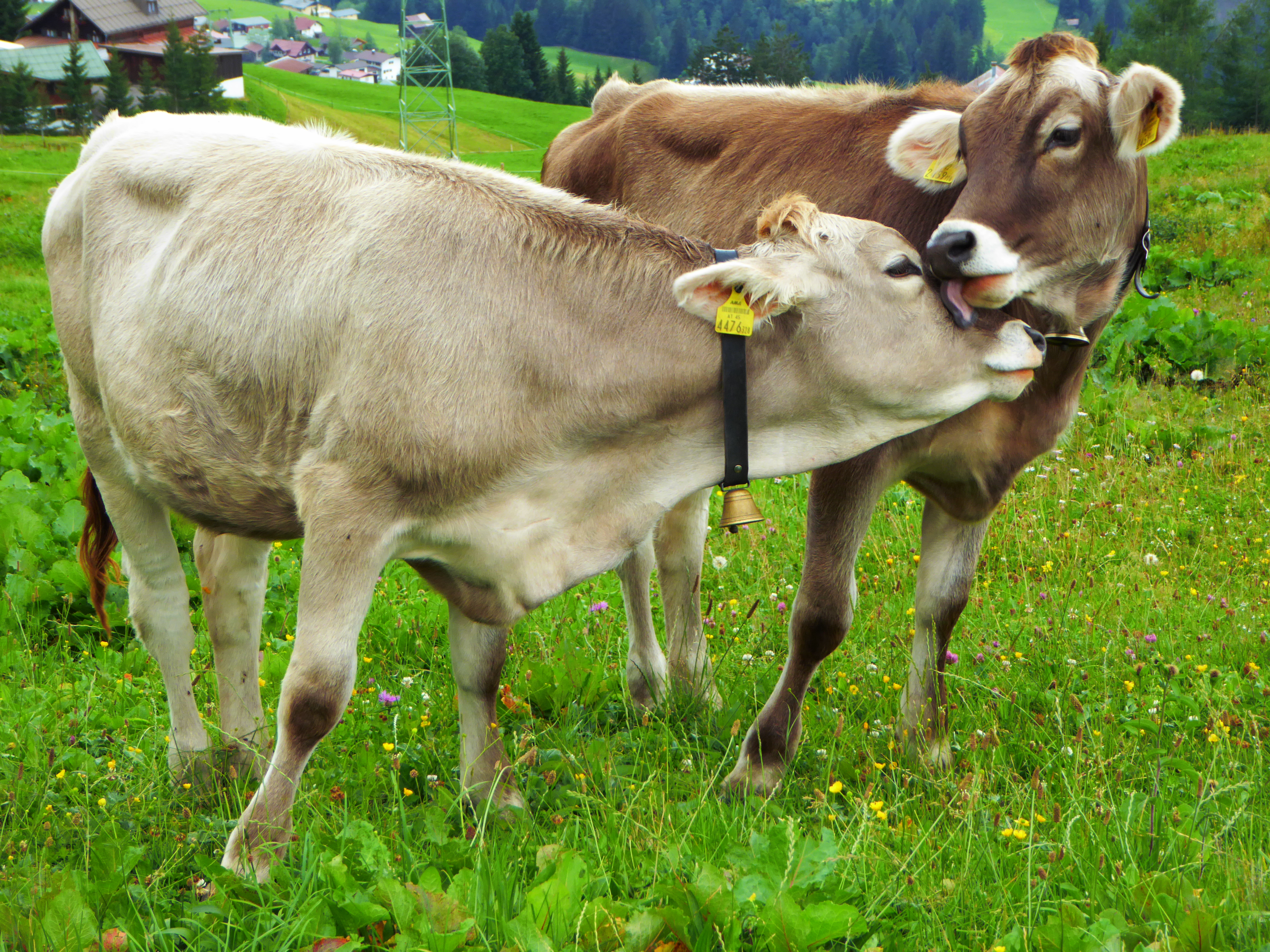
Hovězí dobytek na pastvě

Dobytek je v češtině skupina domestikovaných sudokopytníků chovaných pro hospodářské účely. Rozlišuje se na „velký dobytek“ (hovězí) neboli skot a drobný dobytek – brav, tedy kozy, ovce a prasata. Podle účelu chovu se rozlišuje dobytek jateční (na maso a kůži), chovný (na množení a udržování chovu) nebo pracovní (např. tažný dobytek). Skot, kozy a ovce se běžně chovají také na mléko, ovce na vlnu. Výkaly dobytka byly hlavním hnojivem až do rozšíření umělých hnojiv během 20. století. 

## Historie
Od vzniku pastevectví a usedlého zemědělství zajišťoval dobytek podstatnou část lidské výživy. Patrně nejstarším domestikovaným živočichem byl pes (asi před 15 tisíci lety), kterého ovšem naši předkové obvykle nejedli. Ovce a kozy se chovají 5 až 11 tisíc let, skot asi 10,5 tisíce let a drůbež 9 tisíc. Vepři byli domestikováni na Blízkém východě kolem 8500 př. n. l. a kolem 6000 př. n. l. v Číně.  
V současné češtině má slovo velmi úzký význam, uvedený výše. Ve staré češtině se jako dobytek označovali i koně, drůbež nebo ryby, zkrátka všechny druhy chovaných živočichů a původně pravděpodobně slovo znamenalo movitý majetek vůbec. Podle Ottova slovníku se obdobné slovo vyskytuje ve všech slovanských jazycích a odvozuje od "dobytý" tj. získaný vlastním úsilím. Václav Machek tuto hypotézu zpochybnil a považoval za pravděpodobnější, že slovo dobytek se odvozuje od staršího významu slovesa dobyti, zplodit nebo porodit, jak se zachoval v bulharštině; dobytek by pak znamenal to, co se rodí. Koně se mezi dobytek (livestock) počítají v USA, francouzské bétail zahrnuje i koně, muly a osly, v němčině patří mezi Vieh i koně, drůbež nebo králíci.

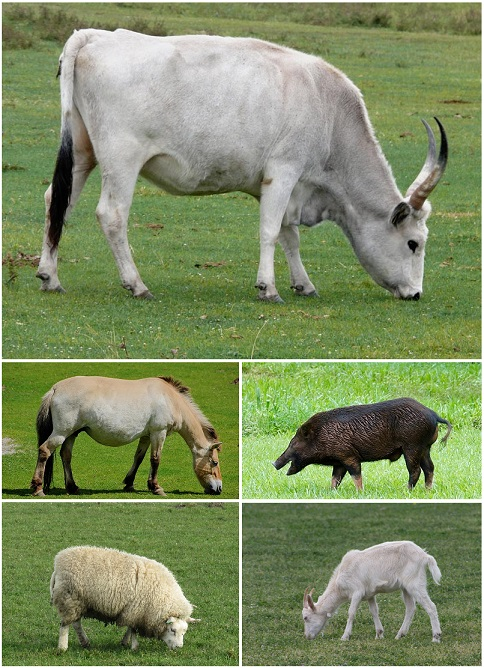
Hlavní druhy dobytka v Evropě a v Asii

## Vybraný dobytek

### Velký
- skot, hovězí dobytek
- tur domácí, zebu, buvol, gayal, banteng, jak
- lama alpaka, vikuňa, lama krotká, guanako

### Drobný
- ovce domácí
- koza domácí
- prase domácí